# Daniel Maurer (Organist)
Daniel Maurer (* 1957 in Mulhouse) ist ein französischer Organist und Hochschullehrer.

## Leben

### Ausbildung
Maurer studierte von 1973 bis 1978 bei Jean Langlais, den er als Assistent langjährig bei Tourneen begleitete. Langlais spielte zusammen mit ihm Konzerte für zwei Spieler und widmete Maurer die Komposition Noël N°3 avec variations. 1978 bis 1982 studierte er Orgel und Improvisation bei Rolande Falcinelli am Pariser Konservatorium. Es folgte 1978 ein Studium der Musikwissenschaft in Straßburg. Er besuchte Kurse bei André Marchal, Marie-Claire Alain, Jean Guillou, Guy Bovet und Lionel Rogg. 

### Berufstätigkeit
Maurer war von 1979 bis 2003 Titularorganist an St. Jean in Mulhouse. 2010 wurde er an die Kirche St. Guillaume in Straßburg berufen. Seit 2004 ist er Titularorganist an der Kirche St. Thomas ebenfalls in Straßburg. 
Maurer unterrichtete von 2000 bis 2012 am Konservatorium Straßburg. 2012 wurde er zum Professor an der Musikhochschule in Straßburg ernannt. Des Weiteren hat er einen Lehrauftrag an der Hochschule für Musik Freiburg.

## Tondokumente
- Mozart in St.Thomas – Pièces d’orgue & Kirchensonaten. Promo-Organo 2006.
- J.S. Bach in St. Thomas, Strasbourg.
- La Route des Orgues (Volume 6). Ligia Digital 2001.